# Vama antrepozite din București
Vama antrepozite din București (cunoscută și sub numele Bursa Mărfurilor sau The Ark) este un monument istoric aflat pe teritoriul municipiului București, situat la intersecția străzii Uranus cu Calea Rahovei.
În 1898 se construiește Bursa Mărfurilor după planurile arhitectului italian Giulio Magni și inginerului Anghel Saligny.
Funcționând ca Vama Antrepozite între 1945 și 1990, clădirea a supraviețuit demolărilor masive din anii '80  care nu au lăsat în picioare decât puține case din cartierul Uranus. După un incendiu de proporții în 1990, clădirea rămâne în ruină timp de 16 ani, copaci de 7 metri crescând în locul planșeelor odată pline de activitate. 
Clasată monument istoric și etichetată cu 'pericol de prabusire', exemplul de arhitectură industrială de odinioară a fost apoi cumpărat de investori privați, care l-au renovat prin biroul de arhitectura Re-Act Now Studio, arh. Mario Kuibuș între 2006-2008. De atunci poartă numele 'The Ark'.  
Etajele de jos și terasa găzduiesc diverse evenimente la intersecția între cultură și business, cele de sus fiind rezervate birourilor. Parterul și subsolul insumeaza o suprafață generoasă de aproximativ 1000 mp, perfect adaptabilă pentru organizarea diferitelor tipuri de evenimente precum: expoziții, concerte, conferințe de presă, lansări de produse, cocktailuri și petreceri pentru companii, etc. 

## Galerie

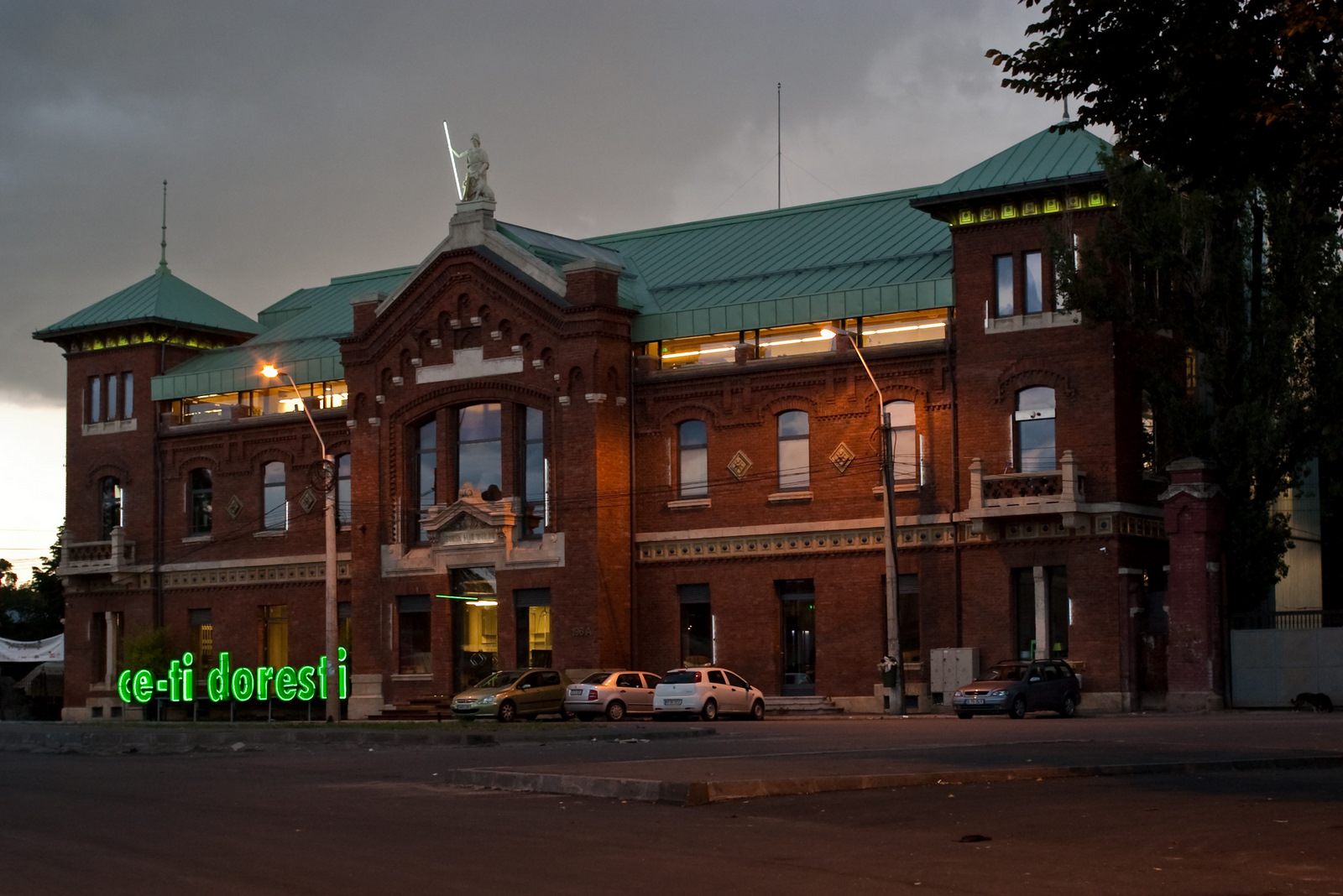

Imagini din 2008
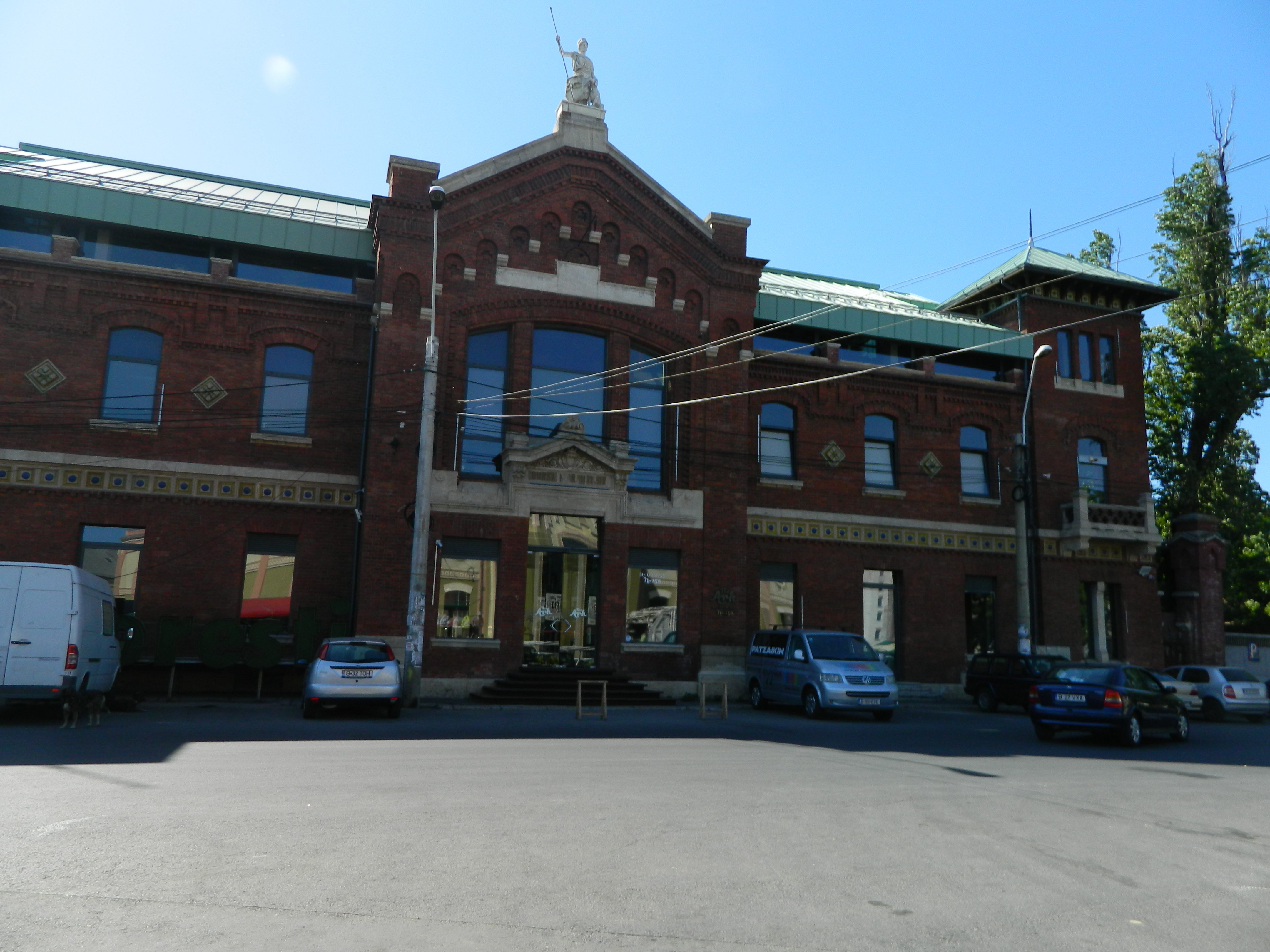
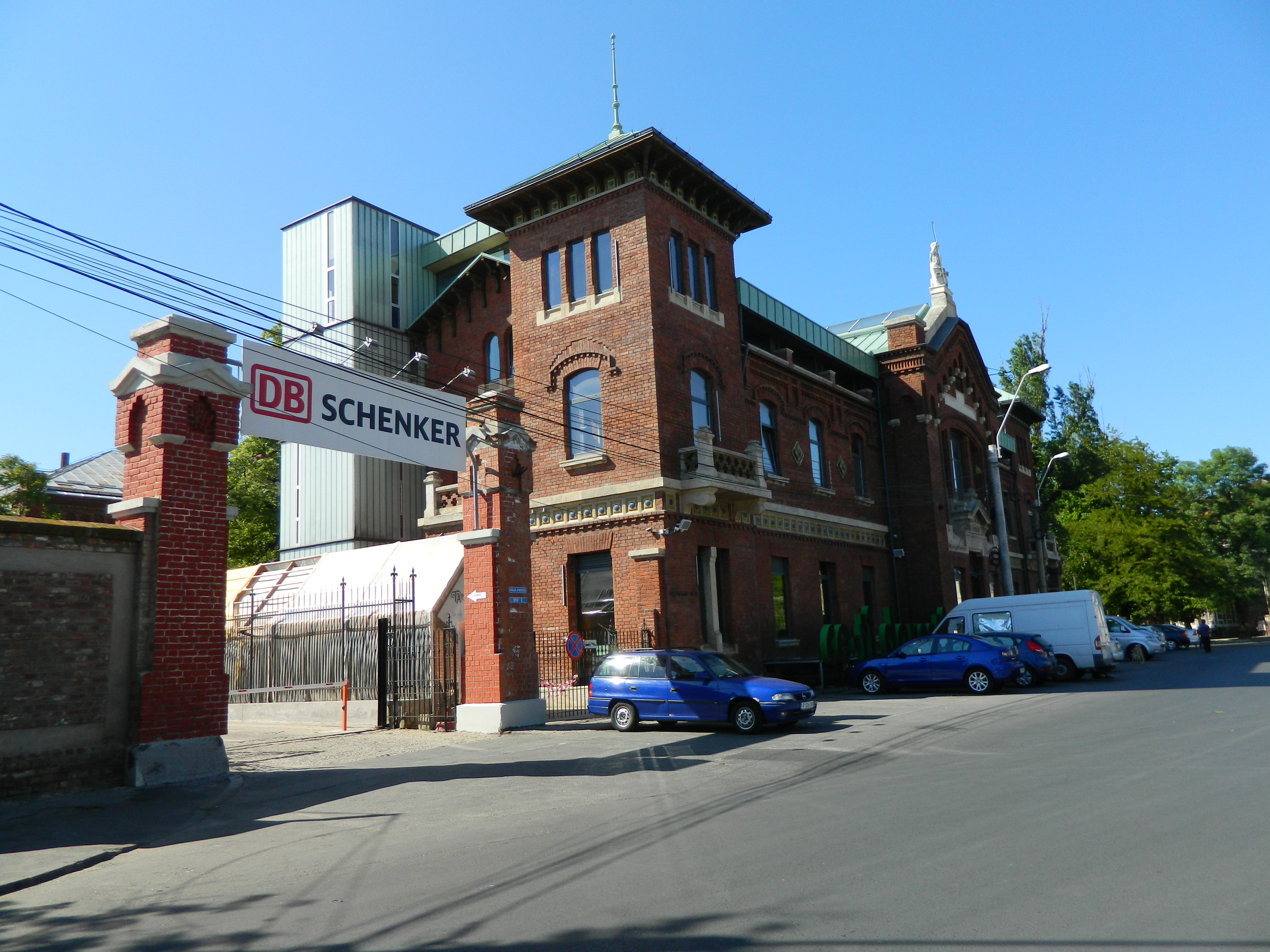
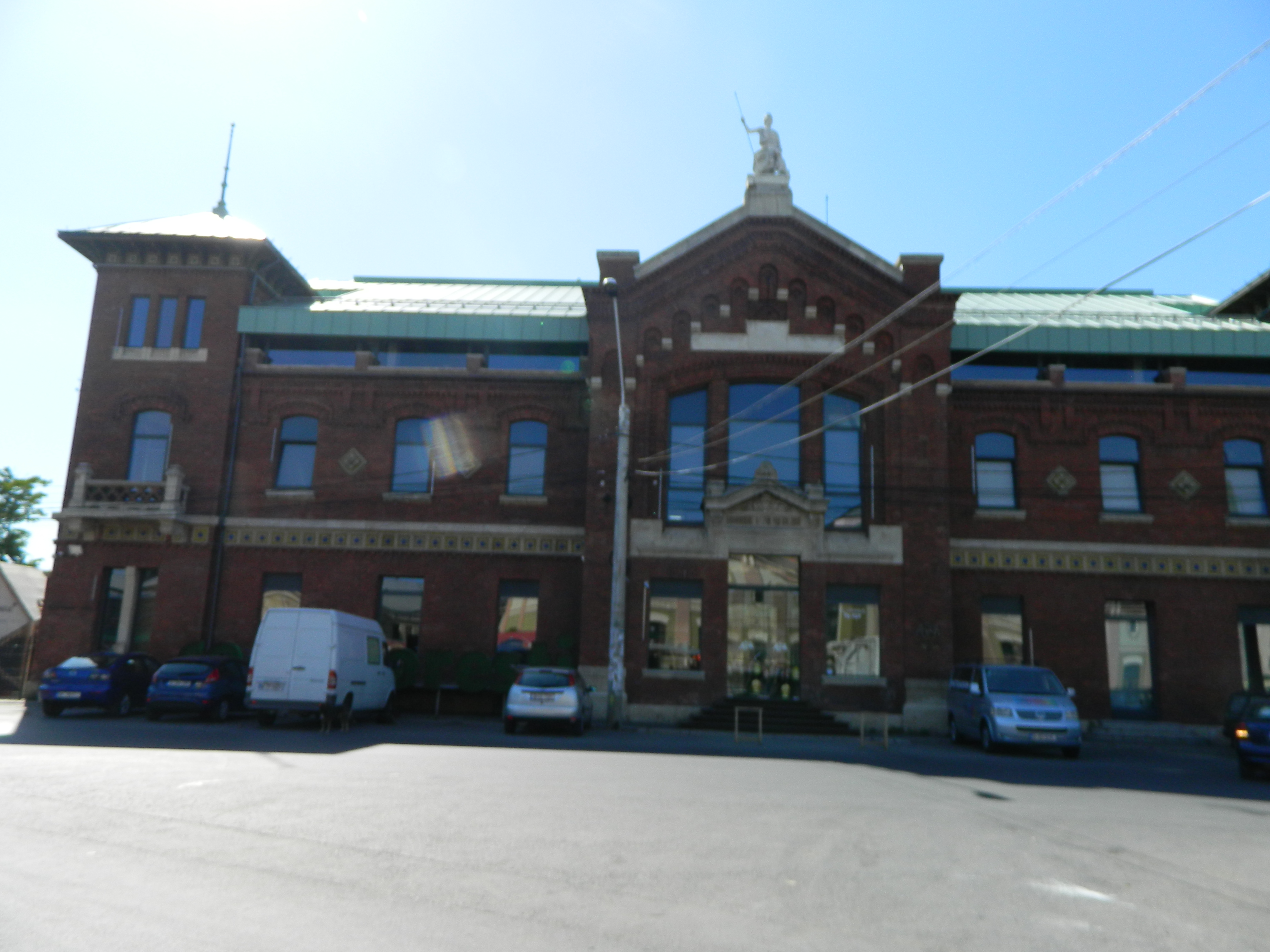
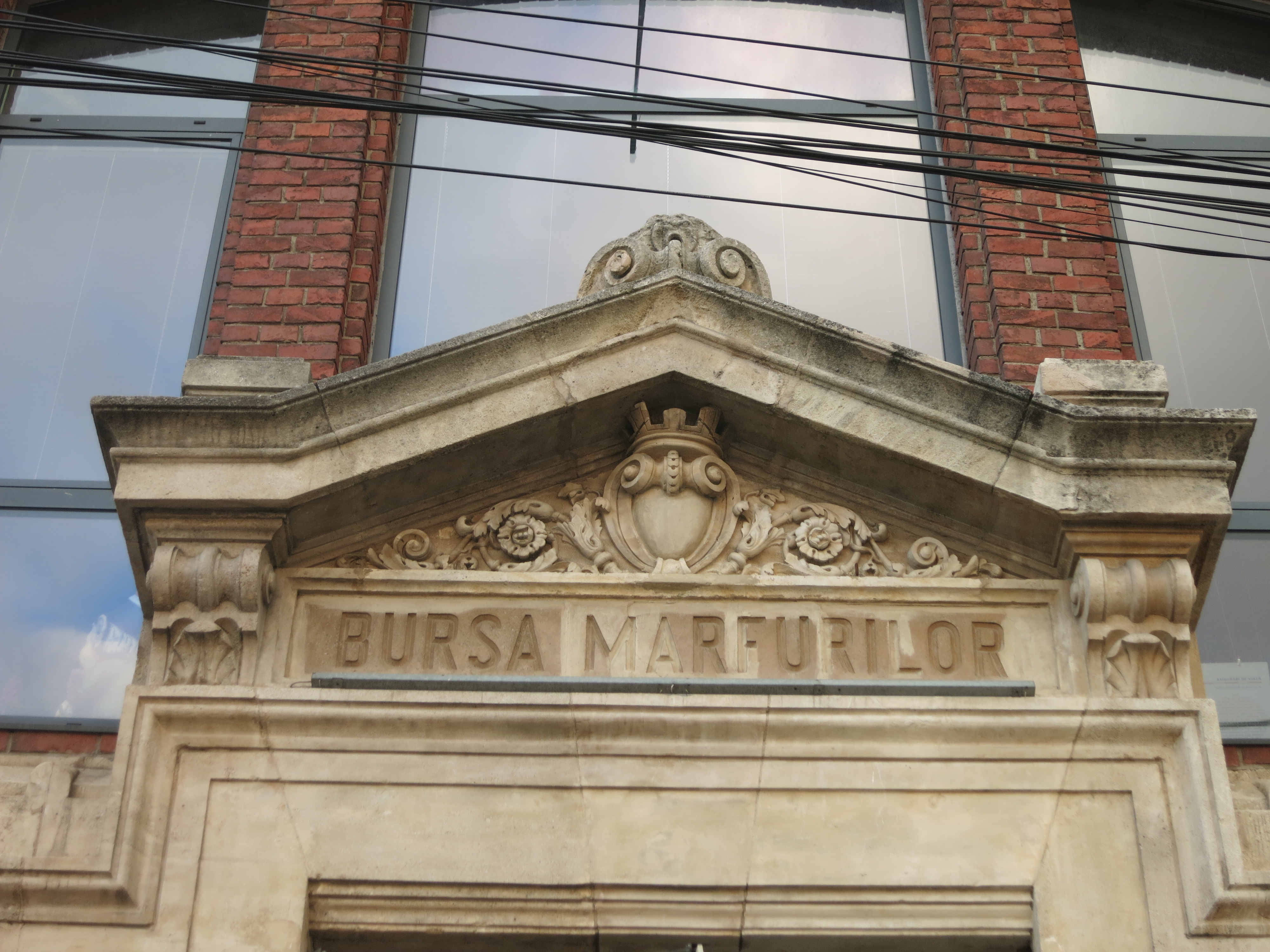